# Жонсня
Жонсня (пол. Rząśnia) — село в Польщі, у гміні Жонсня Паєнчанського повіту Лодзинського воєводства.
Населення — 1006 осіб (2011).
У 1975-1998 роках село належало до Пйотрковського воєводства.

## Демографія
Демографічна структура станом на 31 березня 2011 року:
|          | Загалом | Допрацездатний вік | Працездатний вік | Постпрацездатний вік |
| -------- | ------- | ------------------ | ---------------- | -------------------- |
| Чоловіки | 500     | 121                | 325              | 54                   |
| Жінки    | 506     | 115                | 276              | 115                  |
| Разом    | 1006    | 236                | 601              | 169                  |